# رابتيو
السبي الجماعي أو رابتيو (في اللغة الإنجليزية القديمة raptio) هو مصطلح لاتيني لاختطاف النساء على نطاق واسع، أي الاختطاف للزواج أو الاسترقاق (وخاصة العبودية الجنسية). يستخدم المصطلح المعادل Frauenraub ، الأصل من الألمانية، باللغة الإنجليزية في مجال تاريخ الفن.
يتميز اختطاف العروس من raptio في أن الأول هو اختطاف امرأة واحدة من قبل رجل واحد (وأصدقائه وأقاربه)، في حين أن الأخير هو اختطاف النساء من قبل مجموعات من الرجال، وربما في وقت الحرب.

## المصطلح
تحتفظ كلمة الاغتصاب باللغة الإنجليزية بالمعنى اللاتيني في اللغة الأدبية، لكن المعنى محجوب بمعنى «الانتهاك الجنسي» الأكثر حداثة. الكلمة هي شبيهة بالنصاب، والنشوة، والراهب، والجشع، والشعور بالسخرية، وأشارت إلى الانتهاكات الأكثر عمومية، مثل النهب والتدمير والقبض على المواطنين، التي تقع على بلدة أو بلد أثناء الحرب، على سبيل المثال، اغتصاب نانكينج. يعطي قاموس أكسفورد الإنجليزي تعريف «فعل حمل شخص، لا سيما امرأة، بالقوة» إلى جانب «عمولة اتخاذ أي شيء بالقوة» (تم وضع علامة على أنه عفا عليه الزمن) وأكثر تحديدًا «انتهاك أو سرقة امراة».
كان الاغتصاب باللغة الإنجليزية مستخدمًا منذ القرن الرابع عشر بالمعنى العام لـ «الاستيلاء على الفريسة، والاستيلاء بالقوة»، من الإيقاع، والمصطلح القانوني الفرنسي القديم «للاستيلاء على»، بدورهم من رابيري اللاتين «الاستيلاء، والانتقال بالقوة، اختطاف». استخدم المصطلح اللاتيني أيضًا للانتهاك الجنسي، ولكن ليس دائمًا. من المتنازع عليه أن الحدث الأسطوري المعروف باسم «اغتصاب نساء سابين»، في حين أن الدافع الجنسي في نهاية المطاف، لم يكن ينطوي على انتهاك جنسي لنساء سابين على الفور، الذين تم اختطافهم بدلاً من ذلك، ثم استنجد من قبل الرومان للزواج منهم (بدلاً من عقد صفقة مع آبائهم أو إخوانهم أولاً، كما كان مطلوبًا بموجب القانون).
على الرغم من أن الدلالة الجنسية اليوم هي المهيمنة، يمكن استخدام كلمة «اغتصاب» في سياق غير جنسي في اللغة الإنجليزية الأدبية. في كتاب ألكسندر بوب «اغتصاب القفل»، العنوان يعني «سرقة قفل [من الشعر]»، وهو يبالغ في انتهاك بسيط ضد أي شخص. في القرن العشرين، استخدم ج. ر. ر. تولكين المدرَّس بشكل كلاسيكي هذه الكلمة بمعناها القديم «الاستيلاء والأخذ» في فيلمه Silmarillion. تحتوي الكوميديا الموسيقية The Fantasticks على أغنية مثيرة للجدل ("It Depending on What You Pay") حول «اغتصاب قديم». قارن أيضًا الصفة «الجشعة» التي تحتفظ بالمعنى العام للجشع والاستيعاب.
في قانون الشريعة الكاثوليكية الرومانية، يشير raptio إلى الحظر القانوني للزواج إذا تم اختطاف العروس قسرا.

## التاريخ
كانت ممارسة السبي شائعة منذ العصور الأنثروبولوجيّة العتيقة. في العصر الحجريّ الأوروبيّ الحديث، وجدت بقايا ضحايا السبي بعد استخراج المنحوتات الخطيّة الثقافيّة في موقع أسبارن-شيلتز في النمسا. وبينهم كانت الإناث الصغيرات والأطفال بأعداد زهيدة مما يقترح أن المهاجمين كانوا يسبون الإناث الصالحات للزواج ويقتلون الرجال.
إن اختطاف النساء ممارسة شائعة في أوقات الحرب بين المجتمعات القبليّة، بالإضافة لسرقة المواشي. في الهجرة البشريّة التاريخيّة، ينعكس ميل المجموعات المتحركة من الرجال الغزاة لخطف الإناث في الاستقرار الكبير للهابلوغروب في الحمض النووي الريبوزي منزوع الأكسجين DNA في الميتوكوندريا مقارنة بالهابلوغروب في كروموسوم Y.
كان اغتصاب السيدات الصالحات للزواج من السابيّين جزءً مهمًا من تأسيس مدينة روما (القرن الثامن قبل الميلاد). أسس روميلوس منشأة على هضبة بالاتين بأتباع ذكور في الأغلب. وسعيًّا للزواج، تفاوض الرومان مع المجاورين من قبيلة السابيّين دون جدوى. وبالتالي قام الرومان باختطاف نساء السابيّين خوفًا من انقراض مجتمعهم. دعى روميلوس عائلات السابيّين لحضور مهرجان نيبتون. سحب الرومان النساء السابيّات وقاتلوا الرجال، ثم ناشد روميلوس النساء لقبول الأزواج الرومانيّين. يدعي المؤرِّخ الرومانيّ ليفي غياب أي تحرُّش جنسيّ في الحادثة، قائلًا أن روميلوس ترك لهن حريّة الاختيار ووعدهن بكافة الحقوق المدنيّة. طبقًا لليفي، لقد تحدَّث لكل منهم شخصيًّا، و«أشار إليهن قائلًا أنهن ضحايا لزهو عائلاتهن لأنهم أنكروا حق الرومان في الزواج من جيرانهم. ولكنهن سيعشن في مكانة مُشرِّفة ويشاركن في الملكيّة والحقوق المدنيّة ويصبحن أمهات الرجال الأحرار في المستقبل». تزوجت النساء من رجال الرومان، لكن قبيلة السابيّين دخلوا في حرب معهم. وتوقف الصراع عندما تدخَّلت النساء –بعد أن صرن زوجاتٍ للرومان- لرأب الصدع بين الفريقين المتصارعين. ظهرت تلك القصة في The Schartz-Metterklume Method لكاتب القصة القصيرة الإنجليزيّ ساكي، كما أنها تُمثِّل الحبكة الأساسيّة لفيلم سبع عرائس لسبعة إخوة.
في الأدب السنسكريتي، عُرفت ممارسة السبي باسم «راكشا» (زواج الشيطان). إنها واحدة من 8 أشكال للزواج الهندوسيّ، الاستيلاء العنيف أو اغتصاب فتاة بعد هزيمة أو تدمير أقربائها.
في القرن الثالث، ظهر أن المسيحيّة القوطيّة بدأت تحت تأثير السيدات المسيحيّات الأسيرات على يد القوط في مويسيا وتراقيا: في عام 251، قام الجيش القوطيّ بغزوة على المناطق الرومانيّة في مويسيا وتراقيا وهزم وقتل الإمبراطور الرومانيّ ديكيوس، وأخذ عددًا (معظمه من الإناث) من الأسرى، كثيرون منهم مسيحيّون. يُفترض أن هذا هو الاتصال الأول للقوط مع المسيحيّة.
في القرآن، الزواج من النساء الأسيرات في الحرب اللائي اعتنقن الإسلام مُحبَّذ لأولئك الذين لم يتمكنوا من الزواج من المسلمات تحت القانون الإسلاميّ. كما كان الاختطاف المتبادل للنساء بين مجتمعات المسلمين والمسيحيّين شائعًا في البلقان تحت الحكم العثمانيّ.